# Simone Dark
Simone Dark, bürgerlich Susanne Wiebel (* 18. Mai 1982 in Freiburg im Breisgau), ist eine deutsche Übersetzerin und Schriftstellerin. Seit 2013 verfasst sie Romane und hat sich dabei auf Thriller und Regionalkrimis spezialisiert.

## Biographie
Geboren wurde Simone Dark in Freiburg im Breisgau, ihre Kindheit und Jugend verbrachte sie in Breisach am Rhein. Im Alter von etwa 14 Jahren schrieb sie ihre ersten Kurzgeschichten. Im Jahr 2002 begann sie ihr Studium an der Fakultät für angewandte Sprachwissenschaft in der Johannes Gutenberg-Universität Mainz und beendete dieses mit dem Universitätsdiplom als Übersetzerin für die Sprachen Italienisch und Französisch. 2009 führte sie der Beruf nach Südtirol, wo sie bis heute lebt. 2013 entdeckte sie ihre Leidenschaft für das kreative Schreiben und widmete sich seitdem dem Krimi- und Thrillergenre.

## Werke
Simone Darks erstes Werk, der Roman Das zweite Leben, entstand im Jahr 2013. Dem Roman folgten die Titel Offene Rechnungen, Die Rache der Schmetterlinge, Die Young, Annes Schwester und Senor Rui – Die Nachtigall. Diese Bücher erschienen bei BooksOnDemand (BOD).
2019 veröffentlichte Simone Dark im Athesia-Tappeiner-Verlag mit Kaltes Weiß ihren ersten Regionalthriller. 2022 verfasste sie einen Roman zur ARD-TV-Reihe Der Bozen-Krimi, Verspieltes Glück (März 2022), der bei Edition Raetia veröffentlicht wurde. Im selben Jahr erschienen ihr Regionalkrimi Die Taten der Opfer (Mai 2022) rund um Kommissar Filippo Magnabosco und der Bozen-Krimi Vergeltung (August Oktober) bei Edition Raetia.